# Typin (gromada)
Typin (do 31 XII 1961 Podhorce) – dawna gromada, czyli najmniejsza jednostka podziału terytorialnego Polskiej Rzeczypospolitej Ludowej w latach 1954–1972.
Gromady, z gromadzkimi radami narodowymi (GRN) jako organami władzy najniższego stopnia na wsi, funkcjonowały od reformy reorganizującej administrację wiejską przeprowadzonej jesienią 1954 do momentu ich zniesienia z dniem 1 stycznia 1973, tym samym wypierając organizację gminną w latach 1954–1972.
Gromadę Typin z siedzibą GRN w Typinie utworzono 1 stycznia 1962 w powiecie tomaszowskim w woj. lubelskim w związku z przeniesieniem siedziby gromady Podhorce z Podhorców do Typina i zmianą nazwy jednostki na gromada Typin; równocześnie, do nowo utworzonej gromady Typin włączono wieś i kolonię Gródek, wieś Wola Gródecka oraz kolonie Bukowiec, Pomiary i Sowiniec ze zniesionej gromady Gródek w tymże powiecie.
Gromada przetrwała do końca 1972 roku, czyli do kolejnej reformy gminnej.